# Krzyżanowo (Mazovië)
Krzyżanowo is een plaats in het Poolse district  Płocki, woiwodschap Mazovië. De plaats maakt deel uit van de gemeente Brudzeń Duży en telt 112 inwoners.